# أنطونيو جيل
أنطونيو جيل (بالهولندية: Antonio Giel)‏ هو لاعب كرة قدم هولندي في مركز حراسة المرمى، ولد في 20 نوفمبر 1981. شارك مع منتخب أروبا لكرة القدم. أما مع النوادي، فقد لعب مع SV Deportivo Nacional ‏.

## وصلات خارجية
- أنطونيو جيل على موقع قاعدة بيانات كرة القدم.إي يو (الإنجليزية)
- أنطونيو جيل على موقع ناشيونال فوتبول تيمز (الإنجليزية)